# European Open 2023
L'European Open 2023 è stato un torneo di tennis che si è giocato nei campi in cemento al coperto. È stata l'ottava edizione del torneo, facente parte della categoria ATP Tour 250 nell'ambito dell'ATP Tour 2023. Il torneo si è giocato alla Lotto Arena di Anversa, in Belgio, dal 16 al 22 ottobre 2023.

## Partecipanti al singolare

### Teste di serie
| Nazionalità | Giocatore               | Ranking* | Testa di serie |
| ----------- | ----------------------- | -------- | -------------- |
| Grecia      | Stefanos Tsitsipas      | 6        | 1              |
| Germania    | Jan-Lennard Struff      | 27       | 2              |
| Kazakistan  | Aleksandr Bublik        | 35       | 3              |
| Francia     | Arthur Fils             | 44       | 4              |
| Germania    | Yannick Hanfmann        | 53       | 5              |
| Spagna      | Roberto Carballés Baena | 61       | 6              |
| Francia     | Richard Gasquet         | 63       | 7              |
| Perù        | Juan Pablo Varillas     | 65       | 8              |

* Ranking al 2 ottobre 2023.

### Altri partecipanti
I seguenti giocatori hanno ricevuto una wildcard per il tabellone principale:
- David Goffin
- Mark Lajal
- Luca Nardi

I seguenti giocatori sono entrati nel tabellone principale passando dalle qualificazioni:

- Benjamin Bonzi
- Alexander Blockx
- Giovanni Mpetshi Perricard
- Maximilian Marterer

### Ritiri
Prima del torneo
- Matteo Arnaldi → sostituito da  Aleksandr Ševčenko
- Borna Ćorić → sostituito da  Bernabé Zapata Miralles
- Grigor Dimitrov → sostituito da  Hugo Gaston
- Ugo Humbert → sostituito da  Nuno Borges
- Sebastian Korda → sostituito da  Fábián Marozsán
- Jannik Sinner → sostituito da  Borna Gojo
- Luca Van Assche → sostituito da  Dominik Koepfer

## Partecipanti al doppio

### Teste di serie
| Nazione     | Giocatore         | Nazione  | Giocatore              | Ranking* | Testa di serie |
| ----------- | ----------------- | -------- | ---------------------- | -------- | -------------- |
| Messico     | Santiago González | Francia  | Édouard Roger-Vasselin | 22       | 1              |
| Germania    | Kevin Krawietz    | Germania | Tim Pütz               | 40       | 2              |
| Regno Unito | Lloyd Glasspool   | Monaco   | Hugo Nys               | 55       | 3              |
| Paesi Bassi | Matwé Middelkoop  | Germania | Andreas Mies           | 72       | 4              |

* Ranking al 2 ottobre 2023.

### Altri partecipanti
Le seguenti coppie di giocatori hanno ricevuto una wildcard per il tabellone principale: 
- Zizou Bergs /  Tibo Colson
- Michael Geerts /  Gauthier Onclin

La seguente coppia di giocatori è entrata in tabellone come alternate:
- Victor Vlad Cornea /  Petr Nouza

### Ritiri
Prima del torneo
- Sander Arends /  David Pel → sostituiti da  Victor Vlad Cornea /  Petr Nouza
- Roberto Carballés Baena /  Bernabé Zapata Miralles → sostituiti da  Roberto Carballés Baena /  Jaume Munar
- Lloyd Glasspool /  Nicolas Mahut → sostituiti da  Lloyd Glasspool /  Hugo Nys

## Campioni

### Singolare
Aleksandr Bublik ha sconfitto in finale  Arthur Fils con il punteggio di 6-4, 6-4.
• È il terzo titolo in carriera per Bublik, il secondo in stagione.

### Doppio
Petros Tsitsipas /  Stefanos Tsitsipas hanno sconfitto in finale  Ariel Behar /  Adam Pavlásek con il punteggio di 6(5)-7, 6-4, [10-8].